# Zenitna razdalja
Zenitna razdalja oziroma zenitni kot (oznaka z ali θ) (ali v sfernem koordinatnem sistemu tudi polarni kot, inklinacija ali kolatituda) je v astronomiji kot med smerjo proti zenitu in smerjo proti nebesnemu telesu. Meri se jo v kotnih meskih enotah. Zavzame lahko vrednosti od 0° (zenit) do 180° (nadir). Horizont je pri zenitnem kotu 90°.
Zenitna razdalja se lahko izračuna iz znane altitude (α) :
z = 90° - α
Pri tem lahko α lahko zavzame vrednosti od +90° do -90°.
V